# Gigantura chuni
A Gigantura chuni a sugarasúszójú halak (Actinopterygii) osztályának Aulopiformes rendjébe, ezen belül a Giganturidae családjába tartozó faj.

## Előfordulása
A Gigantura chuni a Föld összes óceánjában megtalálható, de csak a trópusi területek mély vizeinek felsőbb rétegében; körülbelül 200-1000 méter mélyen.

## Megjelenése
Az eddig kifogott legnagyobb példányok 15,6 centiméter hosszúak voltak. A hátúszóján nincs tüskéje, viszont 16-19 sugara van; a farok alatti úszóján sincs tüske, de itt 8-10 sugár látható.

## Képek

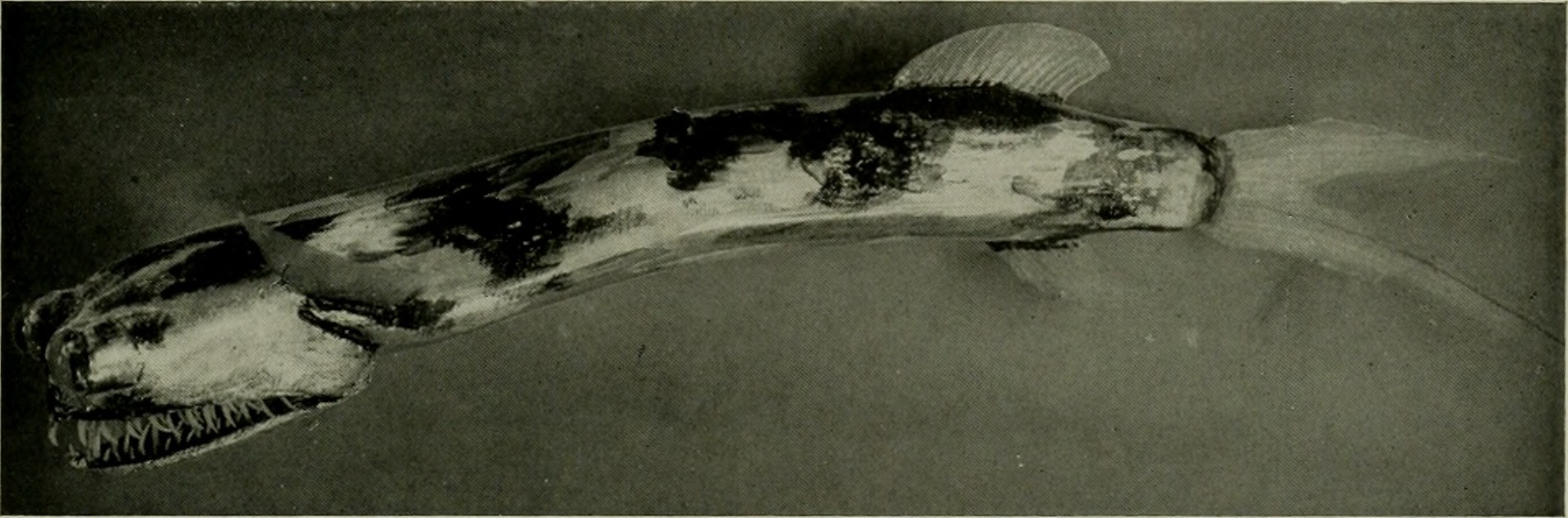
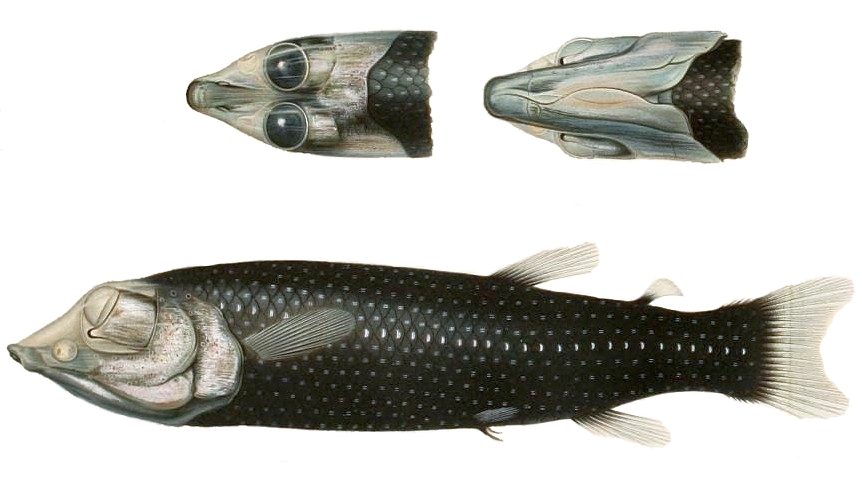
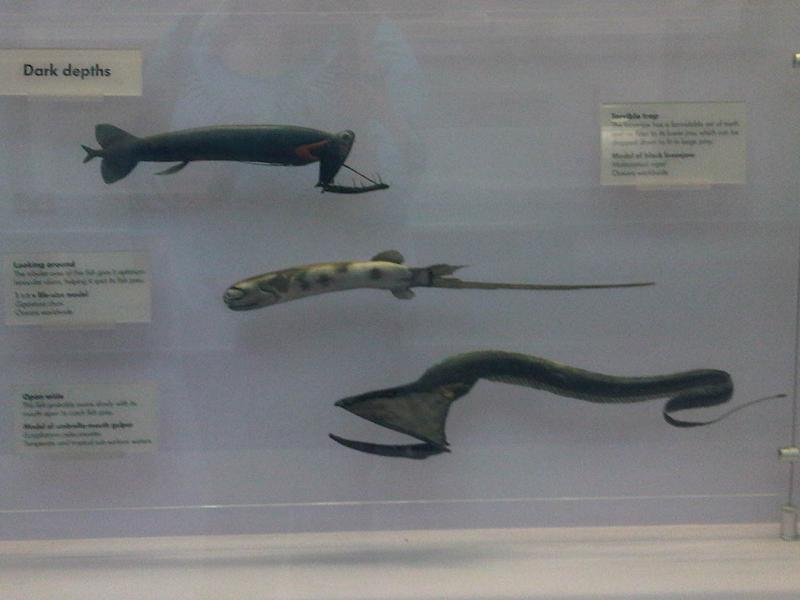
A középső hal